# Laukinis šuo dingo
Дикая собака Динго, Дикая собака исчезла (лит. Laukinis šuo dingo) — дебютный полноформатный студийный альбом литовской певицы Алины Орловой. В Литве альбом вышел 22 января 2008 года на лейбле MetroMusic, его презентация прошла в Вильнюсе. Через неделю концерт в честь выхода альбома певица исполнила в Государственном драматическом театре Каунаса.

## Об альбоме
На территории Российской Федерации альбом вышел на лейбле «Снегири». Название альбома позаимствовано у одноименного произведения Рувима Фраермана, однако в названии присутствует игра слов: точный его перевод с литовского — «Дикая собака пропала» (тогда как название книги Фраермана правильнее было бы писать по-литовски как Laukinis šuo dingas).
Большинство композиций альбома исполнены на литовском языке, однако две песни певица спела на русском (Спи и Утомленное солнце) и несколько на английском (Twinkle, Twinkle Little Star; Love Song; Transatlantic Love).

## Список композиций
Слова и музыка всех песен — написаны Алиной Орловой кроме указанных..
| №   | Название                                                          | Длительность |
| --- | ----------------------------------------------------------------- | ------------ |
| 1.  | «Lovesong»                                                        | 1:48         |
| 2.  | «Vaiduokliai»                                                     | 2:37         |
| 3.  | «Lijo»                                                            | 1:56         |
| 4.  | «Paskutinio Mamuto daina»                                         | 2:50         |
| 5.  | «Žeme, sukis greitai»                                             | 1:27         |
| 6.  | «Po tiltu»                                                        | 2:41         |
| 7.  | «Nojus»                                                           | 1:26         |
| 8.  | «Transatlantic Love»                                              | 1:53         |
| 9.  | «Utomlionnoe Solnce» (музыка: Дж. Петерсбурски, слова: И. Альвек) | 1:02         |
| 10. | «Slėpynės»                                                        | 2:59         |
| 11. | «Spi»                                                             | 2:10         |
| 12. | «Twinkle, Twinkle Little Star» (традиционная песня)               | 2:23         |

| №   | Название   | Длительность |
| --- | ---------- | ------------ |
| 13. | «Mėnulis»  | 1:36         |
| 14. | «Nesvarbu» | 2:32         |
| 15. | «Vasaris»  | 2:17         |
| 16. | «Ramuma»   | 2:03         |

## Участники записи
- Алина Орлова — вокал, фортепиано, металлофон
- Стив Кич — мастеринг
- A. Стержень — перкуссия, клавишные, банджо
- С. Бутавичюс — виолончель